# Eugryllacris princeps
Eugryllacris princeps is een rechtvleugelig insect uit de familie Gryllacrididae. De wetenschappelijke naam van deze soort is voor het eerst geldig gepubliceerd in 1877 door Stål.